# Парк имени Первого мая (Брест)

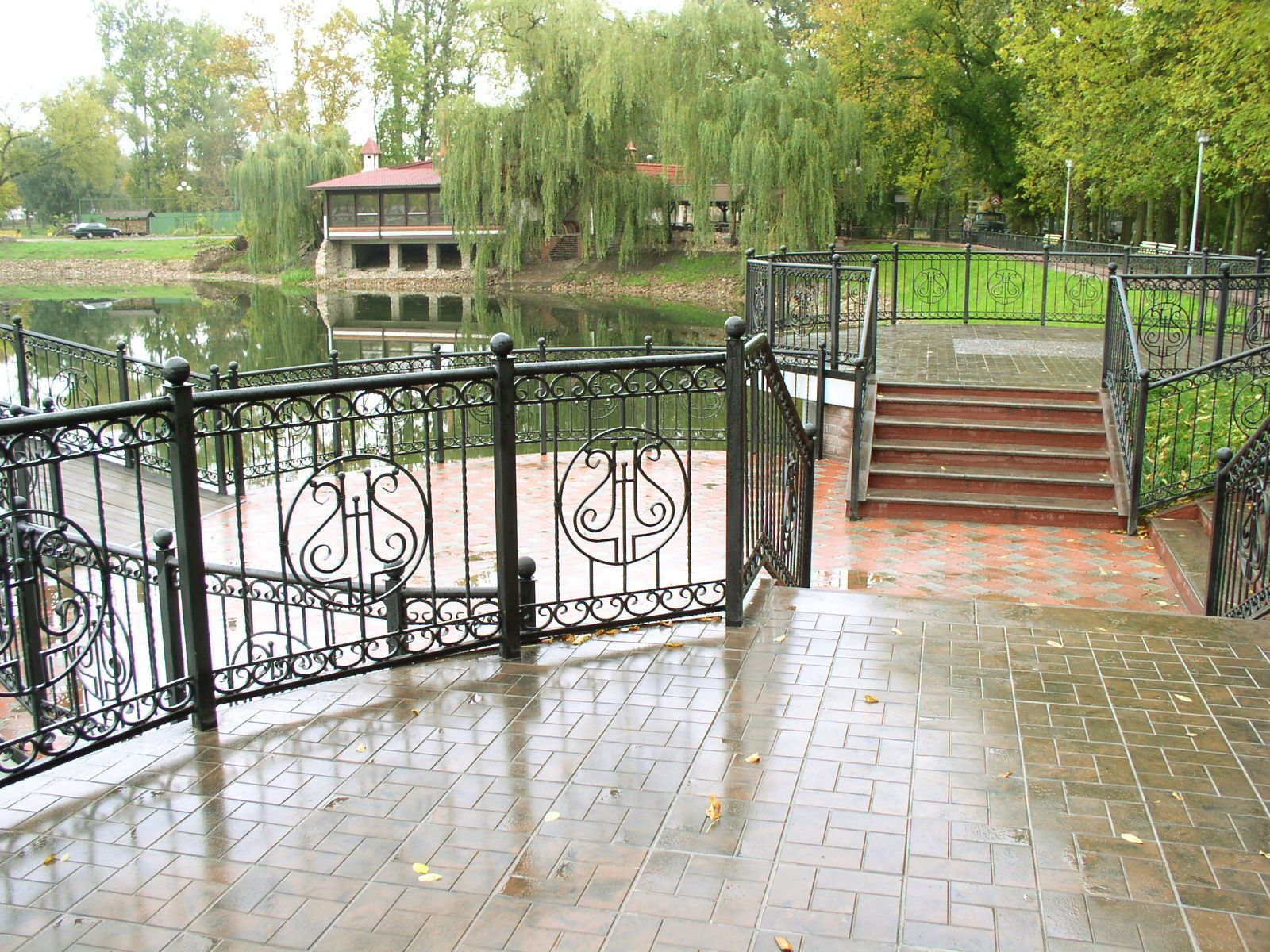
Верхнее озеро в парке

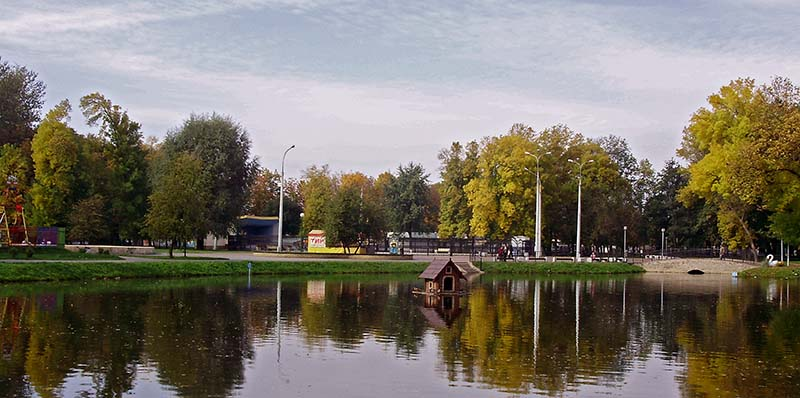
Нижнее озеро в парке

Брестский городской парк (Парк культуры и отдыха) — городской парк в Бресте. В 1906 году его построили русские солдаты либавского гарнизона, находившиеся в Брест-Литовске. Первоначальная площадь была 4 гектара. Сегодня она составляет более 20 гектар, это самый большой городской парк в городе. Парк включает десятки видов деревьев, редких в этой части Европы, например, платан, тамариск, вяз, ель и серпентин.
В 2006 году парк отметил своё столетие. Парк претерпел тотальную реконструкцию к своему юбилею, которая длилась два года и началась в 2004 году. 16 октября 2004 года парк был открыт после завершения первого этапа реконструкции. В 2006 году реконструкция была полностью завершена, и в парк стали снова приходить посетители. В качестве своего официального имени Парк имени Первомая, он был открыт 1 мая.